# Pergamentmakulatur

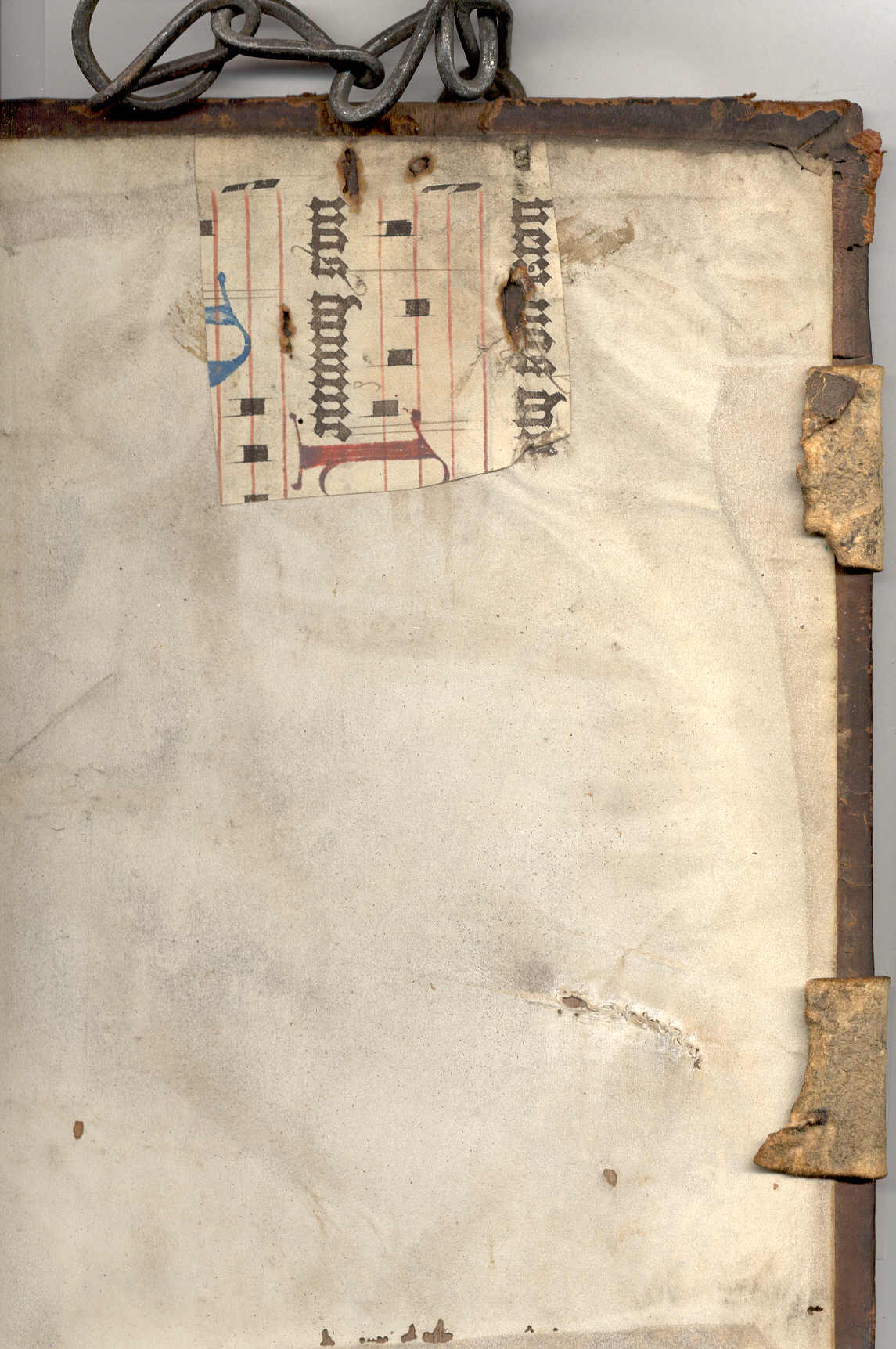
Pergamentmakulatur im Innendeckel eines Kettenbuchs, 15. Jh.: Zum Schutz des Drucks wurde der Anschlag der Kette im Rückdeckel mit einem Stück aus einer Notenhandschrift überklebt. Der Einbandspiegel besteht aus geflicktem Pergament (Naht rechts unten).

Pergamentmakulatur bezeichnet die zweckentfremdete Weiternutzung beschriebener oder unbeschriebener Pergamentbögen aus Handschriften zum Zwecke der Buchherstellung oder -reparatur, etwa als Streifen zur Verstärkung oder als Einband. Durch die Entdeckung verlorengeglaubter oder bis dahin unbekannter Schriften – etwa im Rahmen von Buchreparaturen – können beschriebene makulierte Pergamentfragmente eine wichtige Rolle bei der Rekonstruktion antiker oder mittelalterlicher Texte spielen.

## Hintergrund
Mit der Entwicklung des Buchdrucks auf Papier in der zweiten Hälfte des 15. Jahrhunderts erachtete man die alten Handschriften gegenüber den Druckwerken zunehmend als wertlos. Sie wurden jedoch nicht entsorgt, sondern wegen des teuren Materials, des Pergaments, auf dem sie geschrieben waren, weiterverwendet. So konnten zum Beispiel beschriebene Pergamentblätter beim Buchdrucker, insbesondere jedoch beim Buchbinder, in Zahlung gegeben werden. Dort verwendete man sie – beschrieben oder unbeschrieben, zuweilen auch abgekratzt oder abgewaschen – als Bucheinband, Buchrücken und Einbandspiegel oder setzte sie beim Einhängen des Buchblocks und zur Reparatur beschädigter Buch- oder Einbandteile ein, denn Pergament ist als ungegerbte Tierhaut besonders geschmeidig und belastbar. Auch wurde aus Pergamentresten Leim gekocht. Ausgenommen von dieser Makulierung waren die Zimelien, die illuminierten Prachthandschriften.

## Verwendung

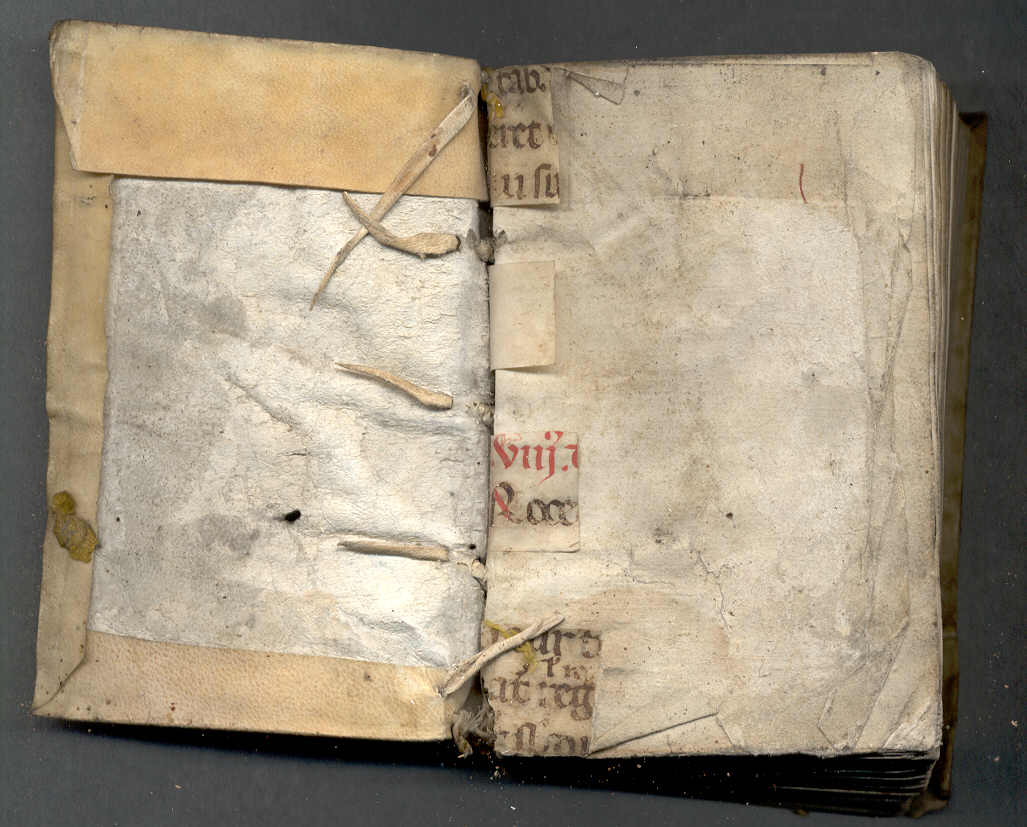
Bucheinband mit Pergamentmakulatur: Die Handschriftenfragmente dienten als sog. „Hinterklebungen“ dazu, die Querverbindung der Lagen zu verstärken

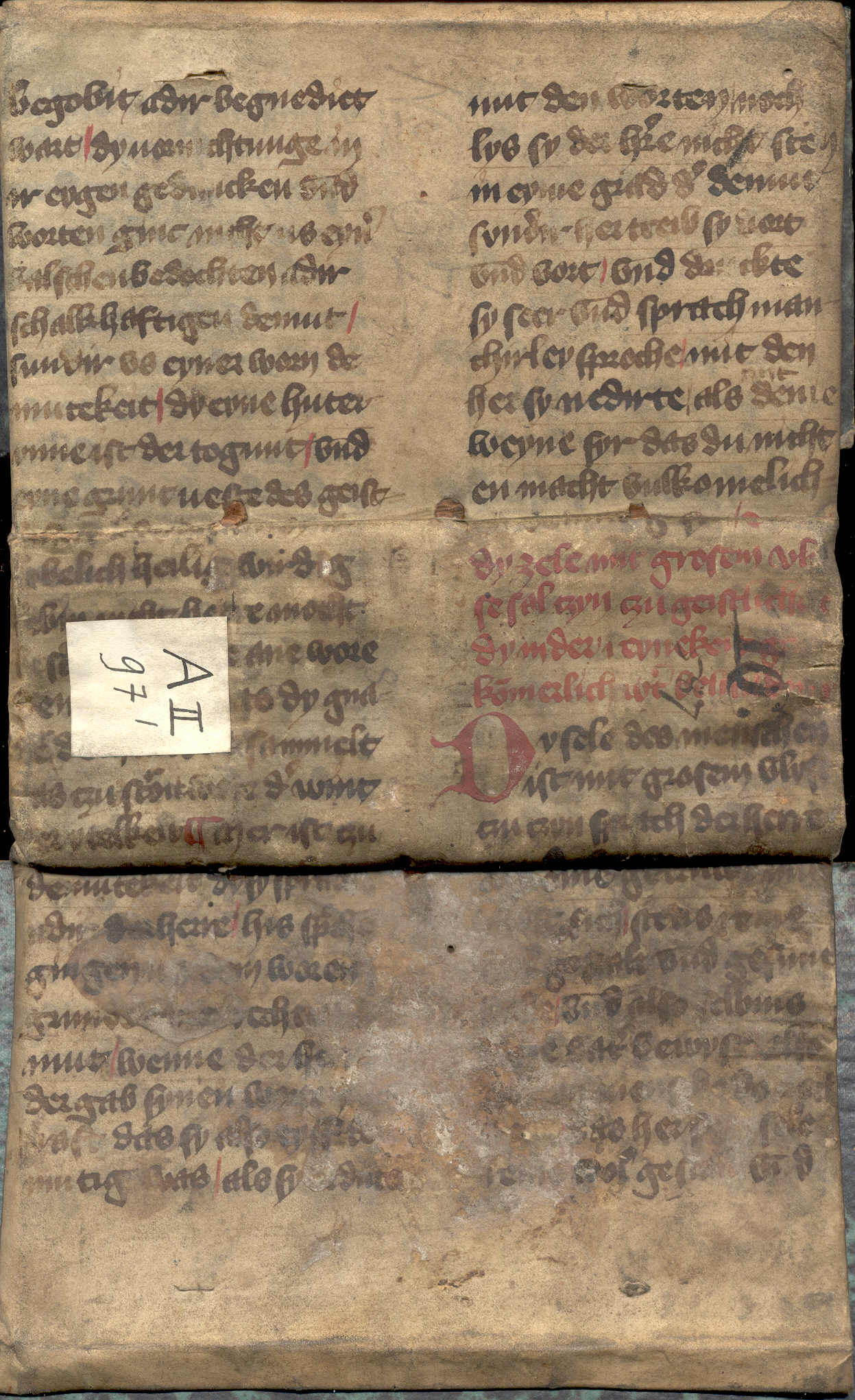
Einband eines Drucks aus der ersten Hälfte des 16. Jahrhunderts: auf dem Vorderdeckel (unten) ein alter Kerzenwachsschaden

Bereits bei den Inkunabeln des 15. Jahrhunderts verstärkten Streifen von makulierten Handschriften den Verbund des Buchblocks mit der Buchdecke oder fanden als Unterlegung des Einbands, des Rückens und der Deckel eine geschätzte, aber den Augen verborgene Funktion; man bevorzugte für die zunehmend attraktiver werdenden Drucke die wertvolle Außenhülle aus geprägtem Leder.
Die frühen Drucke zu Beginn des 16. Jahrhunderts sind nicht selten in beschriebenes Pergament eingebunden; diese Einbände waren billiger als die aufwendigen lederbezogenen Deckel der Inkunabeln. Allerdings fanden die Buchkunden das Erscheinungsbild der Handschriften durchweg nicht sehr attraktiv; man ließ gelegentlich auch die Handschriftenblätter für den Einband mit einer Prägung versehen und die Schrift mit einer dunklen Farbe vollständig übermalen, um den Eindruck des Ledereinbands nachzuahmen.

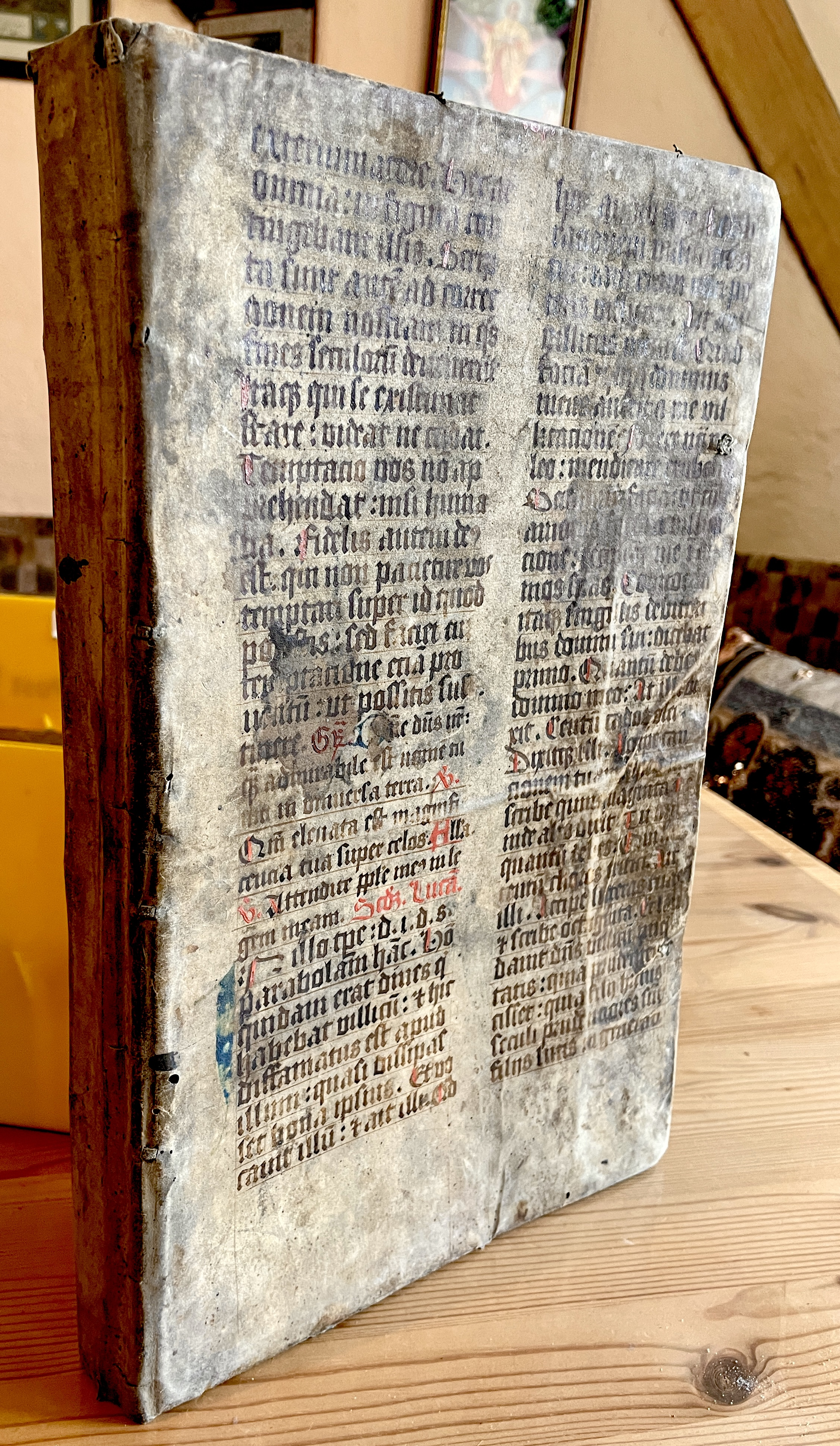
Schusterzunftbuch der Grafschaft Leiningen von 1668, mit altem Handschriften-Pergamenteinband (Museum Grünstadt).

Im 17. Jahrhundert wurde die Wirkung der Handschriften als Einbände wieder geschätzt; der Buchbinder achtete darauf, dass eventuell vorhandene farbige Versalien oder eine Zweifarbigkeit der Schrift eine gestalterische Wirkung entfalten konnten. Folianten erhielten ihre Einbände aus Notenblättern der in übergroßem Folio angelegten Chorbücher, die im Mittelalter der Sängergruppe im Gottesdienst auch aus dem räumlichen Abstand die Notenorientierung der Liturgien erlaubt hatte und die längst durch den handlicheren Notendruck ersetzt worden waren; die großen viereckigen schwarzen Noten auf den roten Linien ergaben indes ein interessantes Einbanddekor.
Seit dem 17. und 18. Jahrhundert wurden mittelalterliche Handschriftenblätter aus Pergament, wie zum Beispiel die Schönrainer Liederhandschrift, auch verstärkt zum Eindeckeln von Akten verwendet. Inkunabeln wurden, als ihre Aufmachung nicht mehr den Ansprüchen des Publikums genügte, gelegentlich ebenfalls in dieser Form makuliert. So sind zum Beispiel mehrere Ausgaben der 42-zeiligen Bibel Johannes Gutenbergs, der sogenannten Gutenberg-Bibel, nur als Reste erhalten, die dem Einband von Rechnungsbüchern und Akten gedient hatten.

## Bedeutung für die Philologie
Im 19. Jahrhundert erkannte die Philologie den Wert der unvollständigen, das heißt: nur in Einzelblättern vorhandenen handschriftlichen Fragmente nicht nur der antiken, sondern auch der mittelalterlichen Literatur. Zunehmend richtete sie ihren Blick auch auf die nur in Streifen oder Fetzen vorhandenen makulierten Reste.
Teile des Armen Heinrich von Hartmann von Aue, die sogenannten Fragmente E, sind zum Beispiel lediglich in elf Längsstreifen makulierter Pergamentblätter überliefert. Die in den 1960er Jahren entdeckten Bruchstücke hatten im Kloster Benediktbeuern zur Abdichtung der Orgelpfeifen gedient. Anfang des 21. Jahrhunderts fanden sich in der Stiftsbibliothek Zwettl in Niederösterreich in einer bislang unbeachteten Schachtel zehn Pergamentstücke unterschiedlicher Größe, die zunächst für Teile einer Handschrift des Nibelungenliedes gehalten wurden, unterdessen aber als Teilstücke aus dem Erec identifiziert werden konnten. Form und Aufbewahrungsort der Zwettler Fragmente führten zu der These, dass sie möglicherweise für Bucharbeiten gesammelt worden seien. Die moderne Buchwissenschaft sensibilisierte zudem die Restauratoren für die aus zweckentfremdeten Pergamenthandschriften bestehenden Details von beschädigten Einbänden. Im Jahre 2005 erwarb die Bayerische Staatsbibliothek ein Stück Pergamentmakulatur, das im Zuge einer Buchrestaurierung entdeckt worden war und eine Passage aus Wolfram von Eschenbachs Parzival enthält. 2017 erwarb die Bibliothek der Princeton University ein 347 × 218 mm großes Fragment einer Gutenberg-Bibel (ca. 1455), welches als Einband verwendet worden war.

## Bedeutung für die Geschichtswissenschaften und Historischen Hilfswissenschaften
Nicht nur für die Philologien ist Pergamentmakulatur von Bedeutung. Bei der Rekonstruktion mittelalterlicher Bibliotheken wie in der Rezeptionsgeschichte bestimmter Werke ist jedes Fragment Zeuge eines verlorenen Bandes und bedarf genauer Analyse. In mittelalterlichen Handschriften finden sich auch Urkunden als Makulatur. Das gewachsene Bewusstsein für den Wert dieser Überlieferung führte zur Entstehung von Fragmentesammlungen in Archiven und Bibliotheken.

## Forschung und Sicherung
Die Makulatur- oder Pergamenteforschung ist ein Teil der Einbandforschung, die sich Ende des 19. Jahrhunderts zu etablieren begann. So hatte Karl August Barack bei seiner Erfassung der bedeutenden Buchsammlung Joseph von Laßbergs ab 1860 die beschriebenen Pergamentreste, die er in den Einbänden vorfand, gesichert; während seiner Tätigkeit in der neuen Straßburger Bibliothek nach 1871 identifizierte er in deren Beständen entdeckte makulierte Pergamente und veröffentlichte sie. Konrad Haebler führte die Makulaturforschung als Hilfsmittel zur Paläografie, der Schriftkunde, der Skriptorien- und Druckforschung, in die Wissenschaft ein. Die Untersuchung der Fragmente dient der Bestimmung der Provenienz und der Entstehungszeit, jedoch auch der Rekonstruktion einer Überlieferung von literarischen und von Gebrauchstexten des Mittelalters und aus der Zeit des frühen Buchdrucks. Die Makulaturforschung dient nicht nur der Paläografie als Hilfsmittel, sondern ist auch Gegenstand der Kodikologie, der Handschriftenkunde.
Pergamentfragmente werden, in der Regel als Funde bei der Buchrestaurierung, gesammelt, fotografisch und neuerdings auch digital gesichert, identifiziert und zunehmend wissenschaftlich erschlossen. Eine umfangreiche Sammlung an Handschriftenfragmenten, die auch eine große Anzahl von Pergamentmakulatur umfasst, unterhält zum Beispiel die Universitäts- und Landesbibliothek in Düsseldorf.

## Galerie

Einbände mit Pergamentmakulatur
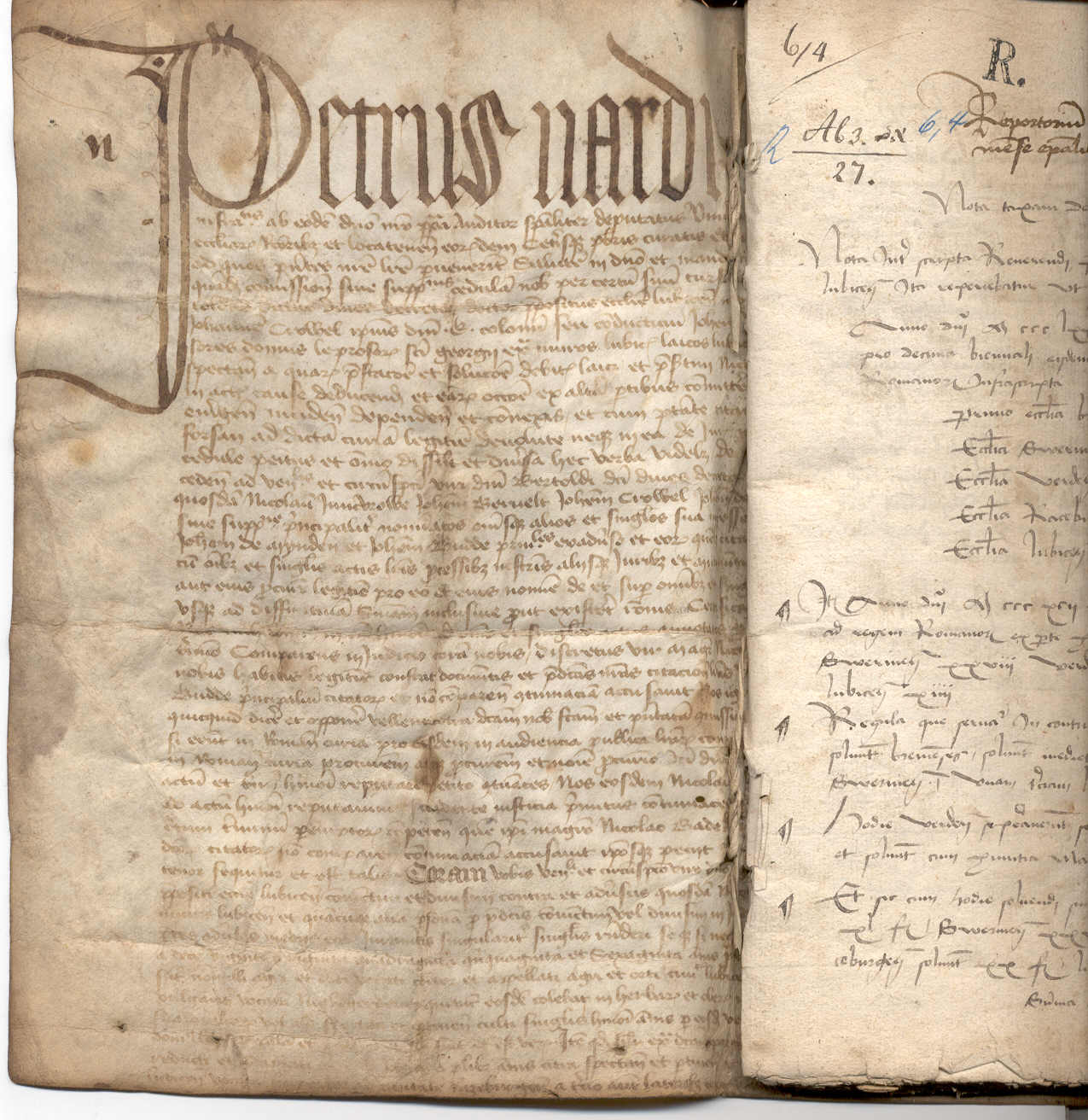
Aktendeckel
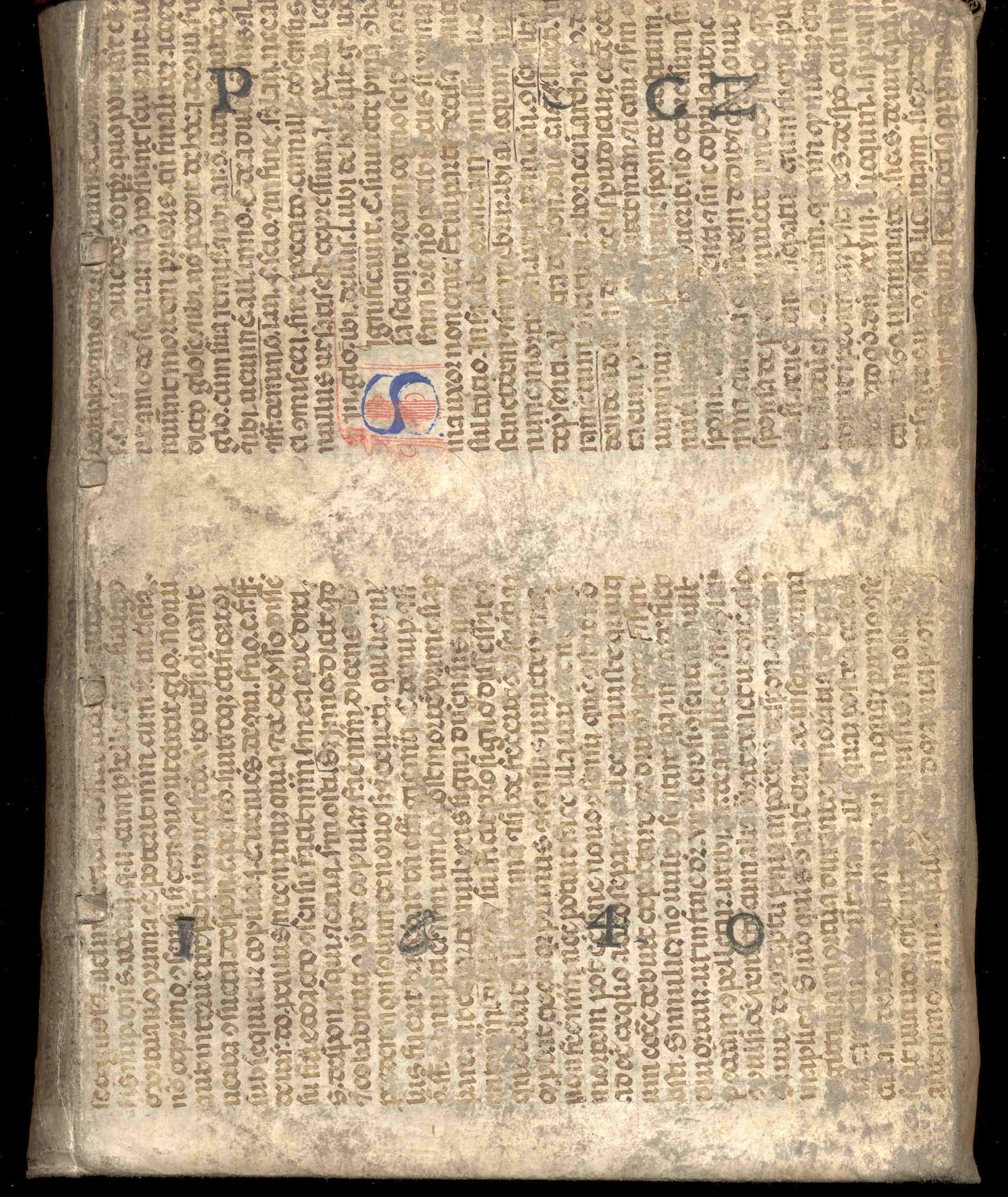
Bucheinband des 17. Jahrhunderts
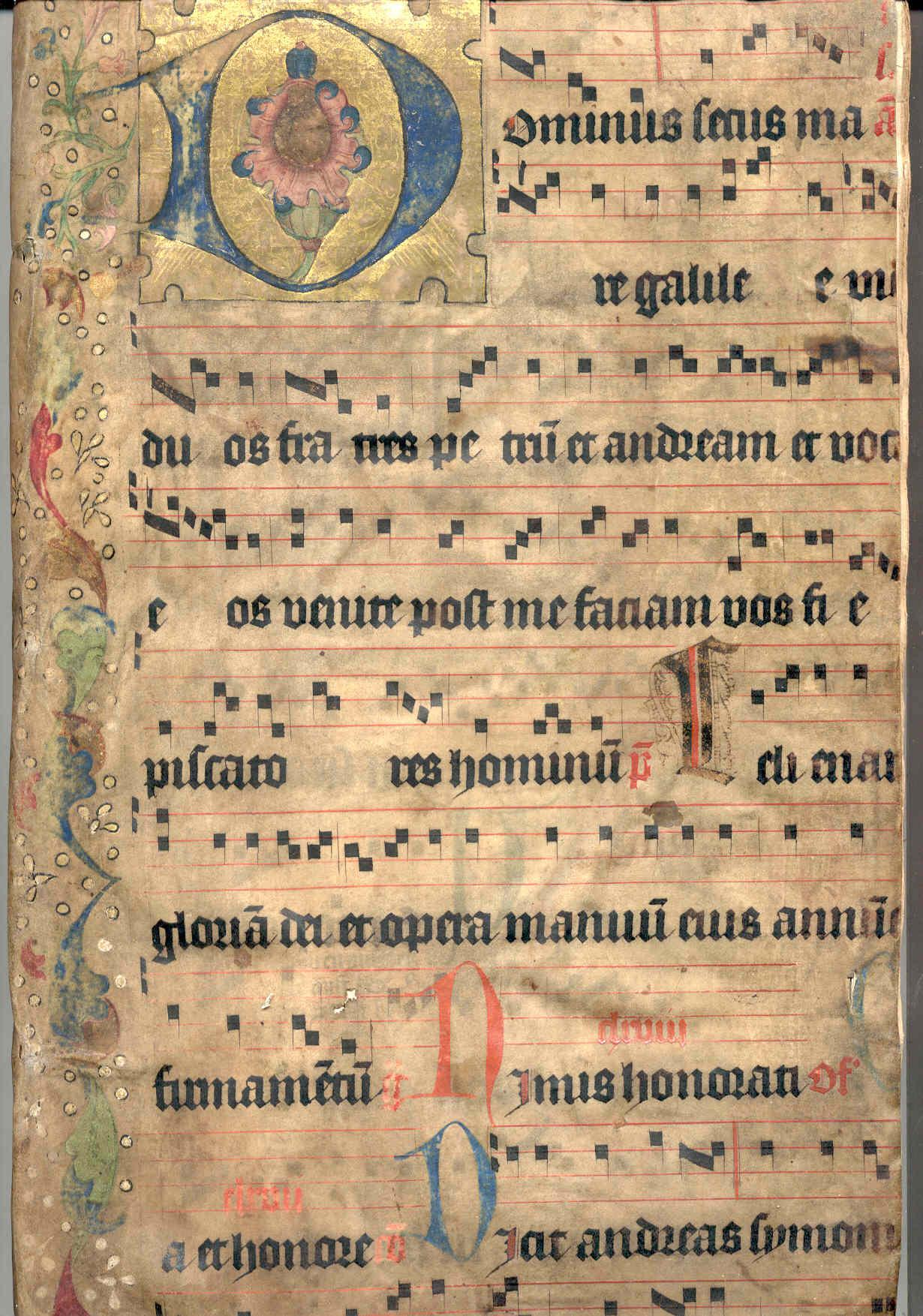
Chorbuchblatt (Pergament, 14. Jh.), eingebunden eine Handschrift von Friederich Martens (17. Jh.)
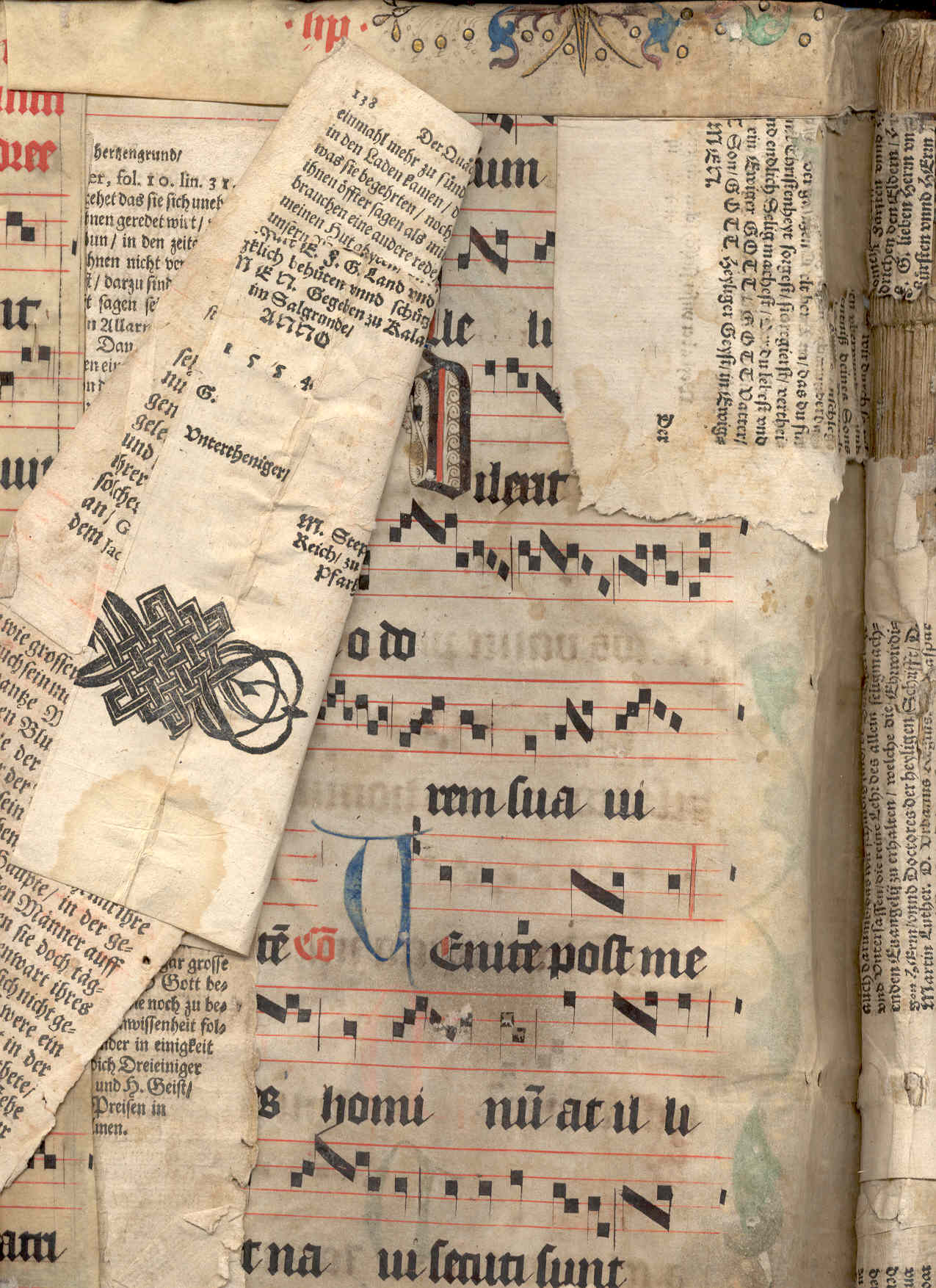
Chorbuchblatteinband, Rückseite: Verstärkung mit Seiten eines Drucks von 1554
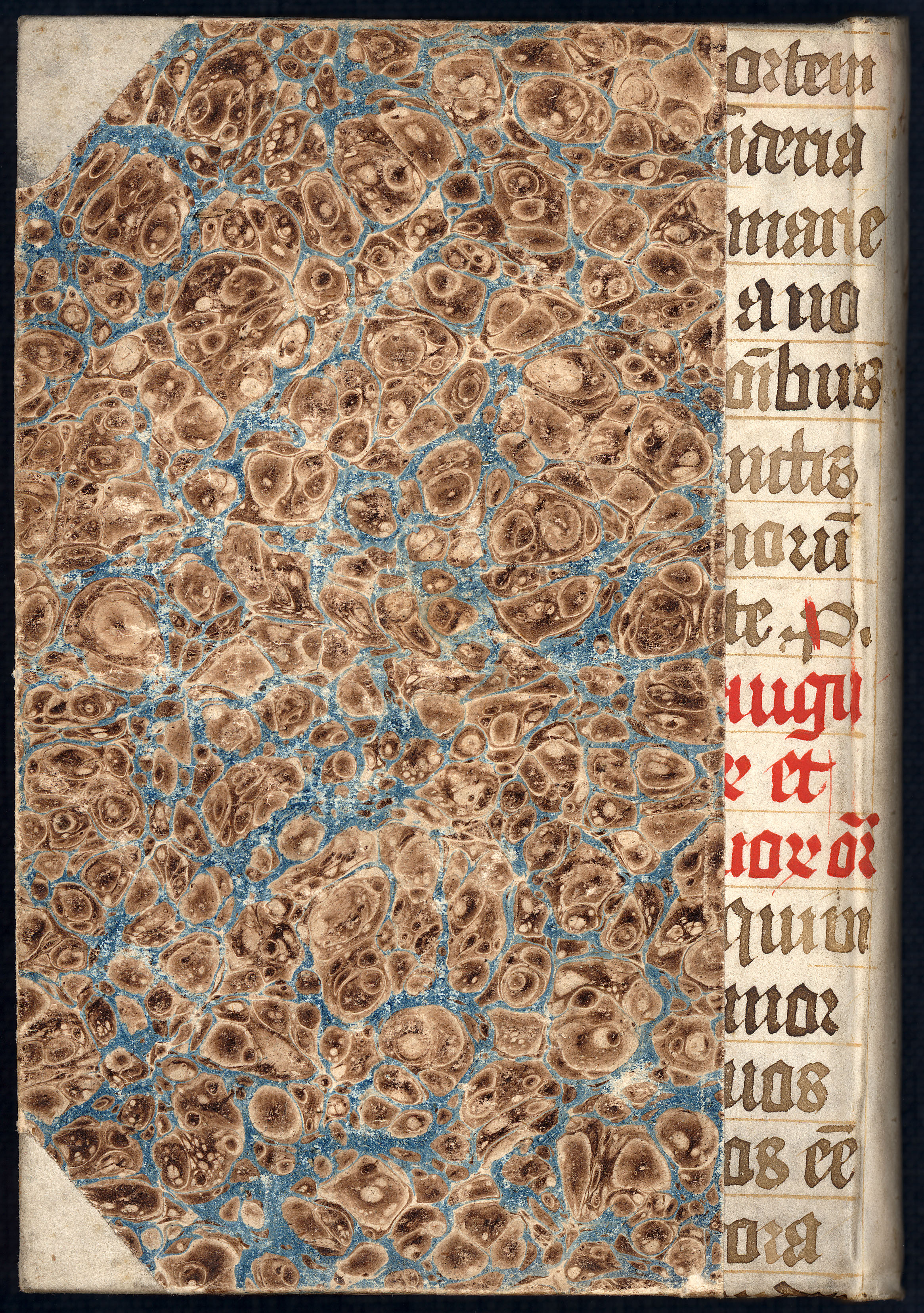
Bucheinband 1811: Ecken und Buchrücken aus Pergamentmakulatur